# Serben-Quadrille
Die Serben-Quadrille ist eine Quadrille von Johann Strauss (Sohn) (op. 14). Sie wurde am 28. Januar 1846 in den Grazien-Sälen in Wien erstmals aufgeführt.

## Geschichte
Die Quadrille wurde von dem Fürsten Miloš Obrenović (1780–1860) in Auftrag gegeben. Dieser ehemalige Regent war im Jahr 1839 in Belgrad gestürzt worden und lebte mit seinem Sohn Mihailo Obrenović (1823–1868) und einigen Anhängern in Wien im Exil. Ziel der beiden Fürsten war eine Rückkehr nach Serbien. In diesem Bestreben organisierten sie in Wien Veranstaltungen für weitere dort lebende exilierte Serben. Eine solche geschlossene Veranstaltung fand am 28. Januar 1846 in den Grazien-Sälen statt. Strauss Sohn präsentierte dabei unter anderem dieses Auftragswerk, das von den Serben gut aufgenommen wurde. Dem jüngeren der beiden Fürsten wurde diese Quadrille auch gewidmet. Die erste öffentliche Aufführung fand am 2. Februar 1846 (Lichtmeß) bei einem großen Fest-Ball am selben Ort statt (Motto des Abends: Erinnerung an die goldene Birnzeit).
In der Folge verschwand das Werk wieder von den Konzertplänen. Die Orchesterfassung ging verloren. Daher wurde die unten erwähnte CD-Einspielung von Professor Ludwig Babinski (1909–1990) instrumentiert.
Die Spieldauer beträgt auf der unter Einzelnachweis angeführten CD 5 Minuten und 50 Sekunden. Je nach der musikalischen Auffassung des Dirigenten kann diese Zeit etwas variieren.

## Audio
- Strauß, Johann (Sohn) (Komponist); Babinsky, Ludwig (Bearbeiter) et al.: J. Strauss, Jr.: Edition. Vol. 38 tracks 184 orchestrated by Ludwig Babinski, track 3 orch. by Arthur Kulling. 1 CD (Gesamtspielzeit 63'22"), 1 Beilage (43 Seiten). Pacific Music, Hongkong 1994, OBV.